# 丹江口水库
丹江口水库是中華人民共和國中部汉江中上游的一座大型水庫，横跨鄂、豫两省，库区主要分布于湖北省十堰市丹江口市和河南省南阳市淅川县境内。丹江口水库是以供水、防洪、发电为主，兼具灌溉、养殖等功能的大（一）型人工水库，属多年调节型水库，由1958年修建的丹江口水利枢纽工程和2005年10月开工的丹江口大坝主体加高工程完工后蓄水形成。南水北调中线一期工程使丹江口水库的总面积达1022.75平方公里，库容339.1亿立方米。正常蓄水位170米，死水位150米。是南水北调中线工程的唯一水源地，也是中国国家一级水源保护区。

## 水源
丹江口水库的水源分别由发源自陕西省宁强县蟠冢山的汉江、发源于陕西省秦岭地区商洛市西北部凤凰山南麓的丹江和发源自河南省栾川县小庙岭的淅水组成。丹江口水库最开阔处位于湖北省丹江口市和河南省淅川县交界处，形成长30余公里、宽20余公里的水面，被誉为“小太平洋”。

## 大坝
丹江口水库的大坝是一个混凝土大坝。除了供水、发电设想之外，丹江口大坝工程最初还有为三峡工程提前练兵的使命。

## 建设历史

### 建设背景
1950年7月22日，为治理开发汉江，湖北省人民政府成立了汉江治本委员会。该会由中南财经委员会、湖北省人民政府、长江水利委员会等单位组成。湖北省人民政府主席李先念任主任、林一山任副主任，长委中游工程局局长任仕舜任秘书长。1952年10月，水利部部长傅作义、副部长李葆华、水利专家张含英、须恺、林一山以及苏联专家布可夫组织近百人的查勘团，查勘了汉江中、下游河段，重点是丹江口坝址和碾盘山坝址，认为丹江口是少有的良好坝址，碾盘山是必是不可少的梯级，但后者不宜列为汉江的第一期工程。此后即加快了汉江流域规划和丹江口工程的勘测设计步伐。1953年2月19日，中共中央主席毛泽东从武汉顺长江去南京，时任长江水利委员会主任林一山陪同。毛和林在途中探讨了“南水北调”问题，丹江口被毛泽东确定为水利枢纽工程大坝选址地点。1954年10月，国家计委、水利部、燃料工业部会同黄河规划苏联专家组对汉江干流进行了查勘，重点查勘了丹江口坝址，同时提出了综合利用，梯级开发的初步意见，对汉江流域规划起到重要作用。 

### 初期工程
1958年3月，中共中央政治局在成都市召开扩大会议，会议决定修建丹江口大坝。1958年6月，湖北省和长江流域规划办公室联名向党中央、国务院报送了《关于丹江口工程鉴定会议的报告》，确定了丹江口水库正常高水位170米、大坝高程175米、电站装机容量75.5万千瓦的设计方案。6月7日，时任湖北省省长张体学在湖北省人民委员会召开了修建丹江口水利枢纽第一次预备会，8月8日，他又主持召开了第一次工程会，提出9月1日开工。丹江口工程工期的设想是在1958年10月份开工，保证1961年底完工，三年建成丹江口大坝工程，而且要“争取1960年完工”。稳妥起见，“对外宣传保证1962年完工，争取1961年完工。”实际上丹江口工程用了15年才完成了一半。
当时的丹江口实际上是一块名叫沙陀营的河谷地，只有38户人家。
1958年9月1日，丹江口水利枢纽工程举行开工仪式。参加典礼的有湖北省、河南省及有关专署的负责同志、还有参加施工的职工、民工等共五千多人。中共湖北省委书记、省长兼汉江丹江口工程委员会主任、总指挥长张体学、河南省副省长邢肇棠在会上发表讲话。工地党委副书记任士舜。苏联专家组组长巴克塞耶夫，总工程师赵钟灵。工程总指挥部下设政治部、器材运输司令部、后勤司令部及左翼、右翼两个兵团。襄阳专区专员夏克任总指挥部后勤司令部政委兼司令员专管民工的吃、用等生活供应。首先在汉江右岸建围堰，江水在左侧三分之一的河道中下泄；然后把右岸围堰中的水抽出，清理河床坝基，在此浇筑混凝土建大坝和导流孔。由于缺乏建钢板桩围堰的钢材，建木板桩围堰遭难以穿过大卵石层的困难，采用了工程师杨铭堂提出的土石围堰。为此，1958年10月从湖北、河南两省所属的襄阳、荆州、南阳3个专区17个县的10余万民工，其中襄阳专区调集5万民工，组建4个民兵师；河南省南阳地区调集2万民工，组成2个民兵师；湖北荆州地区调集2万民工，组成2个民兵师。每个民兵师分别由县级领导担任师长、政委，专设副政委管后勤。师下设团、营、连。一个公社为一个团，一个大队为一个营，一个小队为一个连。另有从淮河水利委员会和武汉水利部门等地来的工人和工程技术人员组成机械师。9个民兵师又分别由左翼兵团和右翼兵团统领。用扁担、筐子、小木船，运载着黏土、砂石建右岸围堰。1958年11月5日，右岸围堰工程正式启动。1958年12月25日，右岸围堰胜利合拢，右岸黄土岭北铲平填进汉江，筑起了1320米长的围堰。到1959年2月，历时仅151天，右岸“以土赶水”围堰工程顺利完成，并完成深挖基坑34米。1959年4月26日至4月28日，丹江口大坝工程总指挥部劳动模范表彰大会在工程总指挥部大礼堂隆重开幕，1500名劳模出席了表彰大会。4月27日早上，1500名劳模乘坐45辆卡车，到试通航首飞的老河口机场乘飞机体验飞行。1959年7月18日，总指挥部发出了“腰斩汉江，今冬截流”的号召，并且将截流日期定在12月26日。1959年12月24日11时55分仅用时3小时10分钟就完成了汉江截流。1959年水电部在丹江口成立了(大坝)基础验收委员会，由设计、地质、施工质检三方面技术人员组成的基础验收小组，日夜守护在浇筑中的大坝基坑。
1960年，丹江口工程因国家财政困难，精简施工队伍，由10多万人压缩到35000人。
1961年，水利电力部与湖北省组成质量检查组对工程质量进行检查：已浇筑的坝体混凝土出现架空和冷缝达427处，裂缝有2463条之多，其中性质较严重的基础贯穿裂缝有17条。1962年中共中央召开了著名的七千人大会，次日丹江口工程被要求下马。水电部准备了“文下”“武下”两种方案：文下是国家再作一些投资，让已浇好的混凝土工程对丹江防汛能起点滞洪作用；武下是就地解散。经张体学多方努力，丹江口大坝没有下马，而是将主体工程停下来，开始处理质量事故。
1964年12月，国务院批准了丹江口工程复工，分期进行。首期工程将大坝修建到162米高程，实现能够防洪、发电。著名作家碧野到丹江口工地深入体验生活，创作了长篇小说《丹凤朝阳》，是描写长江水利开发建设的第一部长篇小说，1979年8月由天津百花文艺出版社首版，印了10万册。
1968年5月7日，丹江口水利枢纽工程第一台15万千瓦机组投产发电。12月29日，水电部军管会生产指挥部对长办革委会、丹江口工程局革委会“批复丹江口升船设计方案”原则上同意该设计方案。    
1969年1月26日陶岔渠在当时的邓县九重乡陶岔村石盘岗举行开工典礼。5月15日河南、湖北两省革委员和长办联合办文上报国务院，一致意见将丹江口水库蓄水位从145米高程提出到155米。
1974年2月24日，丹江口水利枢纽初期工程全部完成。此时的丹江口大坝总长2.5公里，坝顶高程162米，装机容量90万千瓦。10月21日，丹江口水库坝前水位第一次达到高程157.7米，超过正常蓄水位2.7米。
1984年，国务院批准从丹江口超发电收入中筹措3亿元，分10年安排解决水库移民遗留问题。

### 加高工程
2005年9月，丹江口大坝加高工程开工。丹江口大坝加高需要对库区约33万人动迁安置，其中湖北省18.2万人，河南省15万人。
2006年，国务院17号文件下发，对2006年6月30日之前的水库移民进行后期补偿。纳入扶持范围的移民每人每年补偿标准为600元，连续补偿20年。
2009年6月丹江口大坝加高工程竣工。丹江口大坝从162米加高至176.6米，正常蓄水位将从157米提高至170米，水面从700余平方公里扩张到1000平方公里，库容从174.5亿立方米增加到290.5亿立方米。工程概算投资为24.25亿元。2014年蓄水位提高后，每年可通过渠道向北京、天津、河北与河南送水130亿立方米。
2013年8月，国务院南水北调办在丹江口市宣布，丹江口大坝加高工程通过蓄水验收，水库正式具备蓄水条件。

## 南水北调
南水北调中线工程以丹江口水库为水源地，中线工程的渠首、向华北地区输水的闸门陶岔渠位于淅川县九重镇陶岔村。陶岔渠工程完工后，北京市、天津市、河北省、河南省等4省市的居民，将会喝上来自丹江口水库的水。

## 影响
汉江中上游洪水峰高量大，来势迅猛，径流分配很不均匀。下游河槽愈往下游愈窄，宣泄能力不断递减，又常受长江水位的顶托，每遇洪水湖北省极易成灾。1935年的洪水造成14处溃口，湖北省老河口市以下悉成泽国，淹没耕地670万亩，受灾人口370万，淹死8万余人。从1931年至1948年的18年间，汉水发生大的水灾有9次之多，11次溃口。当时在湖北省江汉平原流传民谣："汉江大水浪滔天，十年倒有九年淹。卖掉儿郎换把米，卖掉妮子好上捐。打死黄牛饿死狗，背起包袱走天边。" 
丹江口大坝的建成增强了汉江的防洪能力，保护着下游1700万亩耕地，1390万人口，以及襄阳、武汉等重要城市。1998年夏季，长江流域发生继1954年特大洪水之后的又一次全流域型洪水，汉江上游8月份总来水量高达110.7亿立方米，经丹江口水库调蓄削峰率60~93％，水库超蓄洪水37亿立方米。

## 负面影响

### 移民
丹江口大坝一期工程移民38万人，其中包括河南省淅川县20.5万人，对于移民问题，当时中共中央的政策是当地自己解决。南阳政府从1959年4月开始将22342名移民送往青海高原支援边疆，由于环境恶劣，移民决定回迁河南淅川，但青壮年劳动力被强迫扣留，其他老弱病残的移民依靠沿路乞讨离开了青海。
1961年，丹江口大坝蓄水，库区124米以下的居民需全部迁走，淅川有2万6千多移民，移民每人有170元搬迁费。
1964年，河南淅川有6万8千多移民迁往湖北荆门和钟祥，其中4.9万人被安置在钟祥市柴湖镇，柴湖原本是一片沼泽之地，条件恶劣，无人居住。柴湖地下水中的铁、锰及细菌总数严重超标，搬迁到这里的居民食道癌发病率极高。移民开垦的土地，经常被当地人霸占，移民与当地人之间的暴力事件时有发生，移民的人身安全受到严重威胁，在种种恶劣环境下，有大量移民回迁淅川，但他们却没有了赖以生存的土地和房屋。

### 经济影响
在陶岔渠建成丹江口大坝下闸蓄水后，淹没了淅川县土地面积362平方公里，其中包括占当时全县总耕地面积55%的28.5万亩耕地，各项损失达7.4亿元。对淅川县经济造成严重影响，制造出一大批贫困人口。
1990年丹江口水库开始执行国家淹没区禁止建设的政策，致使丹江口市和淅川县位于海拔172米水位线以下所有区域的基础设施建设全部停止。
丹江口大坝坝高由162米提高到176.6米，正常蓄水水位由157米提高到170米，淅川新增淹没面积144平方公里（占新增淹没总面积的47.6%），淹没3个集镇、36家工矿企业及大批基础设施，各项淹没指标占库区两省六县市总淹没指标的一半，静态损失约90亿元。

### 环境问题
在丹江口大坝建设过程中，丹江口市汉江两岸25万亩林木被砍伐了50多万立方米，10万建设工人烧柴达30万吨，对当地生态环境造成了严重的破坏。
1983年，由于丹江口水库使得安康下游的河槽不断淤积抬高，最终导致了江流不畅乃至下游倒灌，成为安康特大洪灾的原因之一。此次洪灾共造成870死亡、89600人受灾，3.2平方公里被淹，经济损失4亿余元人民币。

### 诱发地震
丹江口水库自1970年1月蓄水到1985年12月，库区共诱发地震800余次，震源深度在4－9km之间，其中Ms≥2.5级31次，1973年南阳市淅川县宋湾发生里氏4.7级水库诱发地震，震中烈度为Ⅶ度，损坏房屋1900余间，地面裂缝，库区内产生滑坡； 因南水北调中线工程丹江口大坝再次加高工后，坝高将由162米增至176.6米，正常蓄水位将升至170米，库容将从210亿立方米增至339.1亿立方米，从而加大了水库再次诱发地震的可能性。

### 淹没的古城以及古物
- 李官桥镇
- 均县县城均州
- 郧阳府
- 淅川古县城老城镇
- 武当山脚下的玉虚宫和位于古均州的净乐宫
- 香严寺的下寺
- 龙城
- 淹没整个丹江口库区古墓葬1万座以上，此外还有一些古化石、古文化遗址

## 旅游
丹江口水库的淅川雁口一带，江面狭长，奇峰对立，石壁陡峭，被称为丹江“小三峡”（雁谷峡、云岭峡、太白峡）。
狮子山的山壁上有一天然石佛，高度约15米，面向库区，端庄安详，双手合十。
坐禅谷、丹江大观苑、淅川八仙洞以及始建于唐代的著名寺庙香严寺也位于库区附近。
| 丹江口水库旅游图                                                                                           |
| --- |
| ▲丹江口大坝 ▲武当山 ▲ 丹江大观苑 ▲坐禅谷 香严寺▲ 太极峡▲ 八仙洞 ▲丹江小三峡 ▲ 丹阳湖 渠首 ▲ 杏山地质公园 ▼ |